# 質量層化

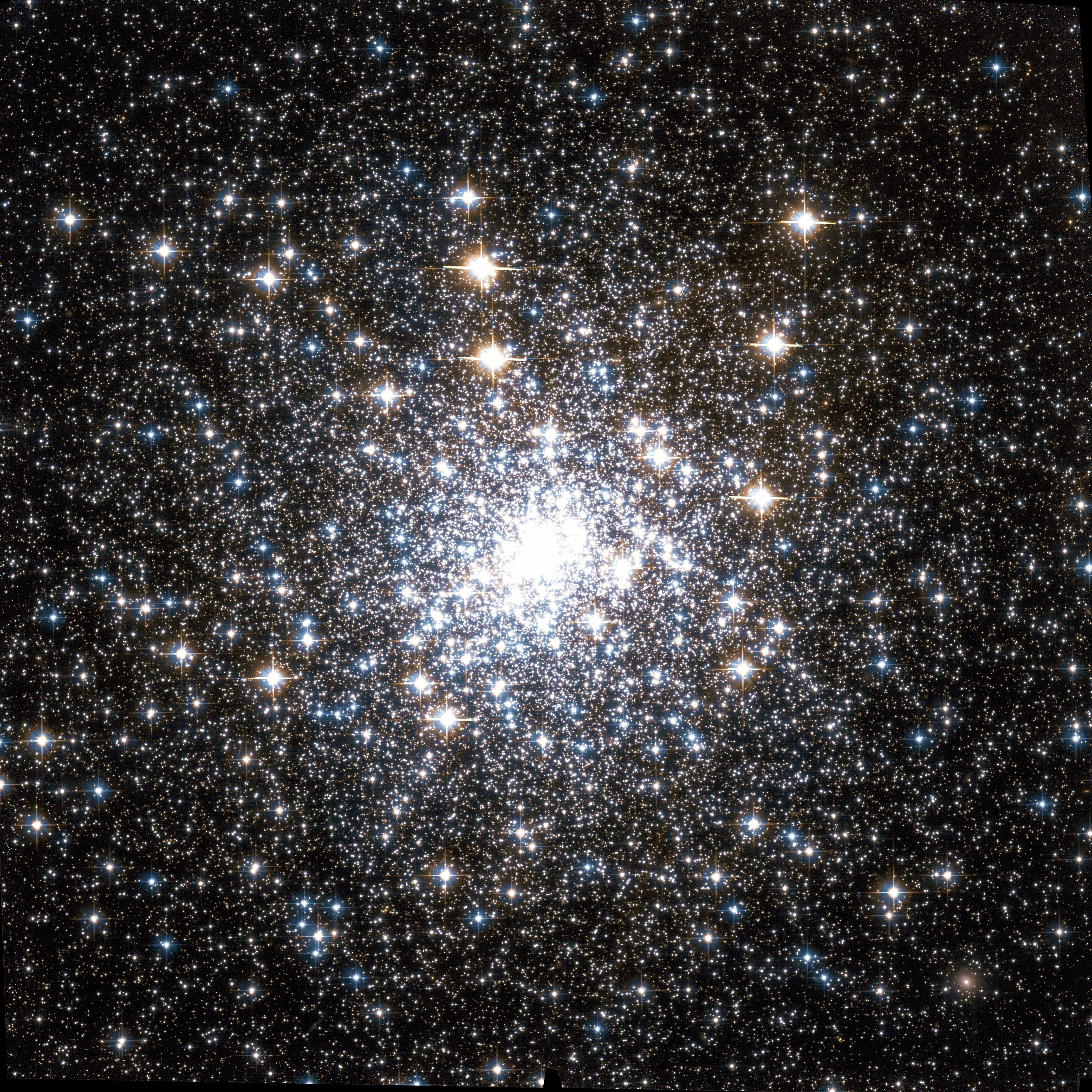
很多球狀星團，像是130億年老的M30（如圖），有著質量層化。

質量層化是天文學中被引力束縛系統中的一種動力學過程，例如星團或星系團，傾向於大質量的天體移動到中心，而較輕的天體分布在外層。

## 動能的能量平均分配
當星團中的兩個物體靠近時，會彼此交換能量和動量。雖然，能量的交換可以是任意方向的，但是在過程上，兩個物體的動能傾向於均衡，這種統計的現象稱為均分，是類似於預期的氣體分子的動能在給定的溫度下都是相同的事實。
由於動能正比於質量和速度的平方，要均分動能，低質量的天體就需要比較快速的移動速度。因此，質量越大的成員，其軌道往往越低（即軌道越接近集團的質量中心），同時質量越輕的成員傾向於上升至越高的軌道。
星團中成員的動能大致均衡所需要的時間稱為該集團的弛豫時間。假設能量是經由兩個物體的交互作用下進行交換，在Binney & Tremaine的教科書中提出弛豫時間的近似尺度是：
{\displaystyle t_{\mathrm {relax} }={\frac {N}{8\ln N}}\times t_{\mathrm {cross} }\ ,}
此處{\displaystyle N}是集團中恆星的數量，{\displaystyle t_{\mathrm {cross} }}是一顆恆星跨越集團的典型時間。在半徑10秒差距，擁有10萬顆恆星的球狀星團中，典型的時間尺度大約是一億年。在星團中，大質量恆星的層化比低質量恆星更快。時間尺度的近似可以使用萊曼·史匹哲發展，只有兩個質量體（{\displaystyle m_{1}}和{\displaystyle m_{2}}）的玩具模型來推導。在這樣的情況下，質量較大的（質量 {\displaystyle m_{1}}）層化時間為
{\displaystyle t_{\mathrm {m_{1}} }={\frac {m_{2}}{m_{1}}}\times t_{\mathrm {relax} }\ .}
有人使用哈伯太空望遠鏡研究球狀星團杜鵑座47分離在外層區域的白矮星。

## 初發質量層化

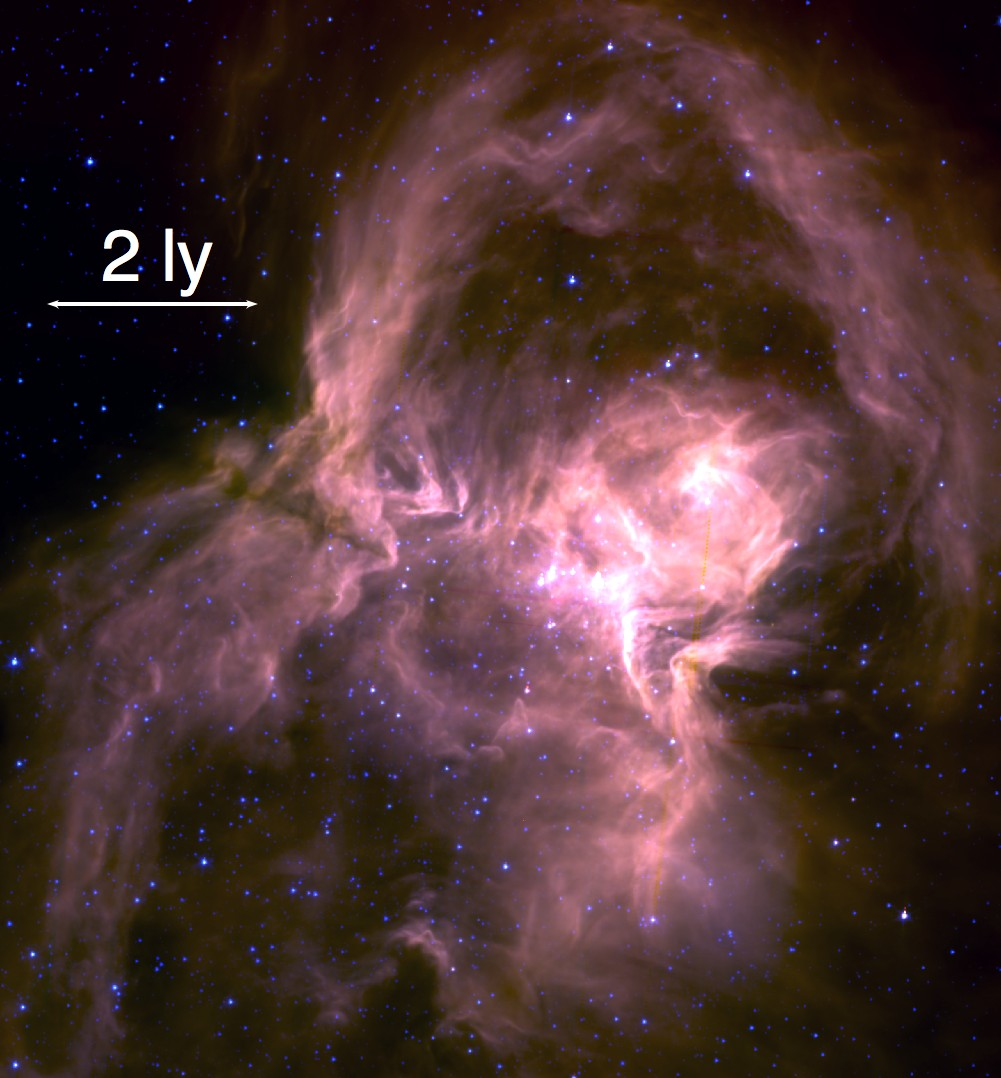
在星團的恆星形成區，像是W 40，偶爾也能觀察到質量層化（如圖）。

初發質量層化在星團中的質量分布是不均勻的構造。星團的初發質量層化參數是維里化的程度和星團年齡的時間尺度。然而，相較於二體交互作用，有幾種動力學的機制被認為可以加速維里化。在恆星形成區經常可以觀察到O型星優先位於年輕星團的中心。

## 蒸發作用
在弛豫之後，一些低質量成員的速度會大於群體的逃逸速度，結果是這些成員會從群體中遺失。這個過程稱為蒸發。（類似於解釋一些行星損失大氣層中質量較輕的氣體，例如地球上均分後的氫和氦。這些足夠輕的氣體在大氣層的頂端將超過地球上的逃逸速度，因此會丟失。）
經由蒸發，多數的疏散星團最終會消散，這一現象呈現在現存的疏散星團都很年輕的事實上。球狀星團顯得更為緊密，似乎能更為持久。

## 在銀河系
銀河系的弛豫時間大約是10兆年，幾乎是銀河系現在年齡的1,000倍。因此，在我們的星系中觀察到的質量層化現象幾乎完全是初發的。

### 來源
- Ian A. Bonnell, Melvyn B. Davies. . Monthly Notices of the Royal Astronomical Society. 1998, 295 (3): 691–698. Bibcode:1998MNRAS.295..691B. doi:10.1046/j.1365-8711.1998.01372.x.

- Merritt, David. . Princeton University Press. 2013  [2022-07-24]. ISBN 978-0-691-12101-7. （原始内容存档于2021-08-05）.

- Spitzer, Lyman S. (Jr). . Princeton University Press. 1987. ISBN 0-691-08309-6.

- White, S. D. M. . Monthly Notices of the Royal Astronomical Society. April 1977, 179: 33–41. Bibcode:1977MNRAS.179...33W. doi:10.1093/mnras/179.2.33.